# Jeffery Deaver
Jeffery Deaver (6 de Maio de 1950, Glen Ellyn, Illinois) é um escritor norte-americano. Ele começou trabalhando como jornalista, mas logo cursou Direito e começou a praticar advocacia antes de embarcar em uma carreira como romancista. Ele recebeu o Steel Dagger e o Short Story Dagger da Crime Writers' Association. Seus livros são basicamente de suspense e policiais.

## Obras

### Livros isolados
- Mistress of Justice (1992)
- The Lesson Of Her Death (1993)
- Praying For Sleep (1994)
- A Maiden's Grave (1995)
- The Devil's Teardrop (1999) (Lincoln Rhyme aparece brevemente)
- Speaking In Tongues (2000)
- The Blue Nowhere (2001)
- Garden Of Beasts (2004)
- The Bodies Left Behind (2008)

### Rune Trilogy
1. Manhattan Is My Beat (1988)
2. Death Of A Blue Movie Star (1990)
3. Hard News (1991)

### John Pellam
1. Shallow Graves (1992)
2. Bloody River Blues (1993)
3. Hell's Kitchen (2001)

### Série Lincoln Rhyme
1. O Colecionador de Ossos (1997) - Adaptado para o cinema em 1999
2. Dança com a Morte (1998)
3. A Cadeira Vazia (2000)
4. O Macaco de Pedra (2002)
5. The Vanished Man (2003)
6. The Twelfth Card (2005) (Ron Pulaski é apresentada neste livro)
7. Lua Fria (2006) (Kathryn Dance é apresentada neste livro)
8. A Janela Quebrada (2008)
9. Centelha Mortal (June 2010)
10. The Kill Room (2013)
11. O Colecionador de Peles (2014)
12. The Steel Kiss (2016)
13. The Burial Hour (2017)
14. The Cutting Edge (2018)
15. The Midnight Lock (2021)

### Kathryn Dance
1. Lua Fria (2006) (Kathryn Dance é apresentada neste livro)
2. The Sleeping Doll (2007) (Lincoln Rhyme aparece brevemente).
3. Roadside Crosses (2009)
4. XO (2012) (Lincoln Rhyme aparece brevemente)
5. Solitude Creek (2015)

### James Bond
- Carte Blanche (2011)

### Colter Shaw
1. The Never Game (2019)
2. The Goodbye Man (2020)
3. The Final Twist (2021)